# Klimopfamilie
De klimopfamilie (Araliaceae) is een familie van tweezaadlobbige planten. Het zijn merendeels heesters en bomen en in minderheid kruidachtige planten. De familie is grotendeels tropisch met enkele vertegenwoordigers in gematigde streken.
De wortels van het geslacht ginseng (Panax) worden gebruikt in de kruidengeneeskunde, met name in de traditionele Chinese geneeskunde. Het economisch nut van leden van deze familie is daarnaast voornamelijk gelegen in het gebruik als sierplant.
Munroidendron racemosum is een plant die endemisch is op het Hawaïaanse eiland Kauai.
In Nederland komen enkel de klimop (Hedera helix) en de gewone waternavel (Hydrocotyle vulgaris) voor.
Deze familie wordt vrijwel universeel erkend door systemen van plantentaxonomie, en ook door het APG-systeem (1998) en het APG II-systeem (2003). Wel is de omschrijving aan verandering onderhevig, evenals de verhouding tot de schermbloemenfamilie (Apiaceae oftewel Umbelliferae).
De familie telt bijna 1500 soorten in 43 geslachten, waarvan de bekendste zijn:
- Aralia, Hedera, Hydrocotyle, Schefflera